# مايكروماكس كانفاس 2 A110 (موبايل)
مايكروماكس كانفاس 2 A110 (بالإنجليزية: Micromax Canvas 2 A110)‏ هو هاتف ذكي من مايكروماكس يعمل بنظام أندرويد، تم طرحه في الأسواق في نوفمبر 2012.

## الخصائص
- نظام التشغيل: أندرويد
- الكاميرا الأمامية: VGA
- الكاميرا الخلفية: 8 ميجابكسل
- الوزن: 168 غ (5.9 أونصة)
- المعالج: 1 جيجا هرتز ثنائي النواة
- التخزين: 2 جيجابايت

## وصلات خارجية
- الموقع الإلكتروني